# Zygmunt Jarociński

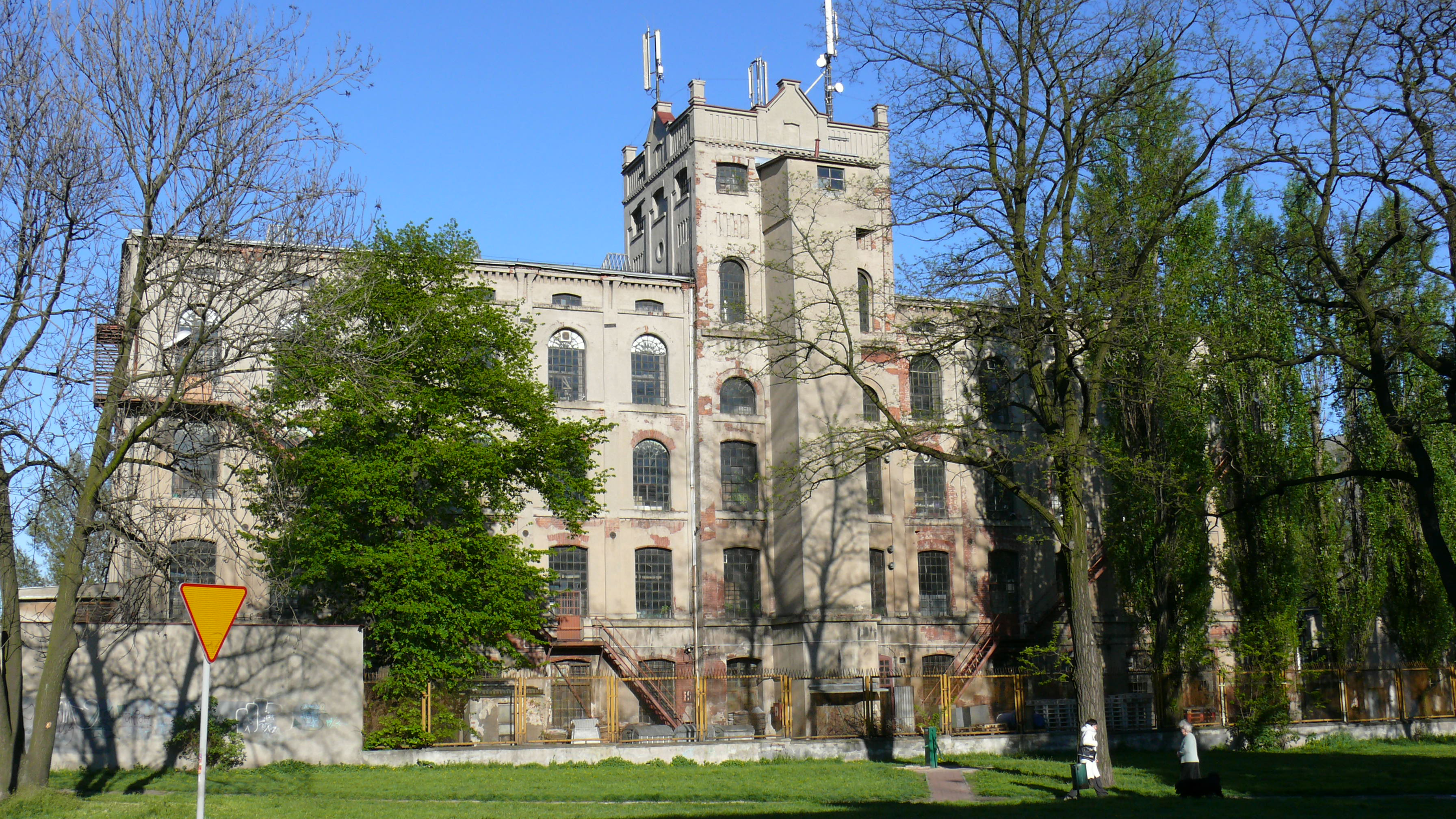
Fabryka Jarocińskiego przy ul. Targowej 28/30

Zygmunt Jarociński (vel Szmul Jarociński) (ur. 1 maja 1824 w Łasku, zm. 16 kwietnia 1909 w Łodzi) – polski przemysłowiec i filantrop pochodzenia żydowskiego.
Karierę zaczynał w roku 1850 od otworzenia ręcznej tkalni wyrobów wełnianych. W 1889 roku wybudował przy ul. Targowej 44/46 (28/30) fabrykę wyrobów bawełnianych i wełnianych.
Był inicjatorem wybudowania szkoły zawodowej Talmud Tora przy ul. Pomorskiej 46/48. Był członkiem i udziałowcem Towarzystwa Kredytowego m. Łodzi, prezesem rady Łódzkiego Towarzystwa Wzajemnego Kredytu, prezesem zarządu Łódzkiego Towarzystwa Gazowego.
Miał synów Stanisława (1852–1934) i Alberta (1856–1923) oraz dwie córki: Fanny Goldfeder (ur. 1853, rok śmierci nieznany), która wyszła za mąż za Maksymiliana Goldfedera oraz Minę (1863–1938) po mężu Osser.
Został pochowany w grobowcu rodzinnym Jarocińskich na Cmentarzu Żydowskim w Łodzi.